# حدأة سوداء

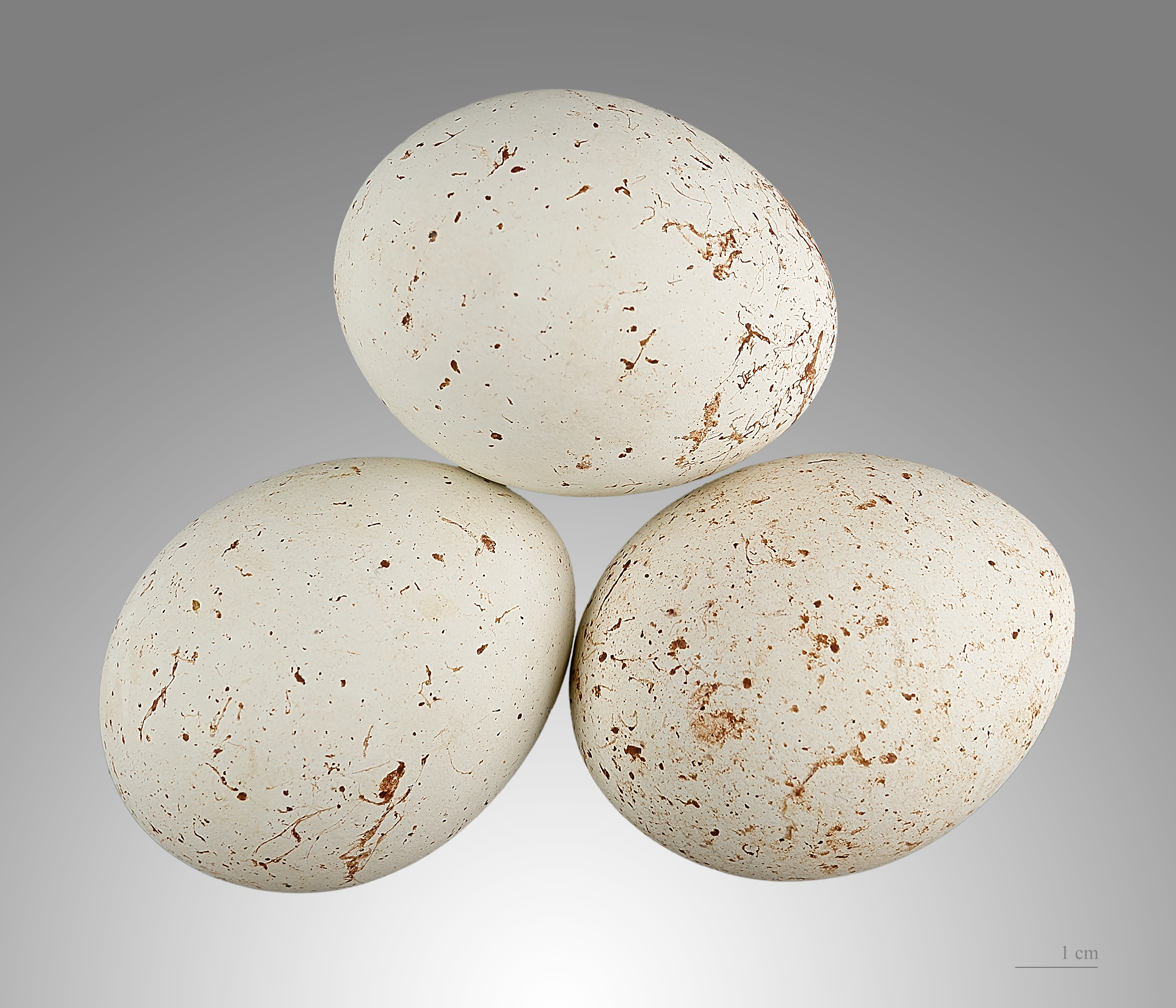
بيض الحدأة السوداء

حَدَأَة سوداء (الاسم العلمي: Milvus migrans) (بالإنجليزية: Black Kite)، هو طائر جارح متوسط الحجم ينتمي إلى البازية (فصيلة: Accipitridae). أصغر قدَّاً من الحمراء وأعبق ثوباً وأبهم توشيماً وتمشيقاً. منقارها وعيناها وحباك زمكها سود. رجلاها ومخالبها صفر. موطنها الشرق الأدنى والمناطق الأروبية الدافئة وشمالي إفريقية.

## معرض صور

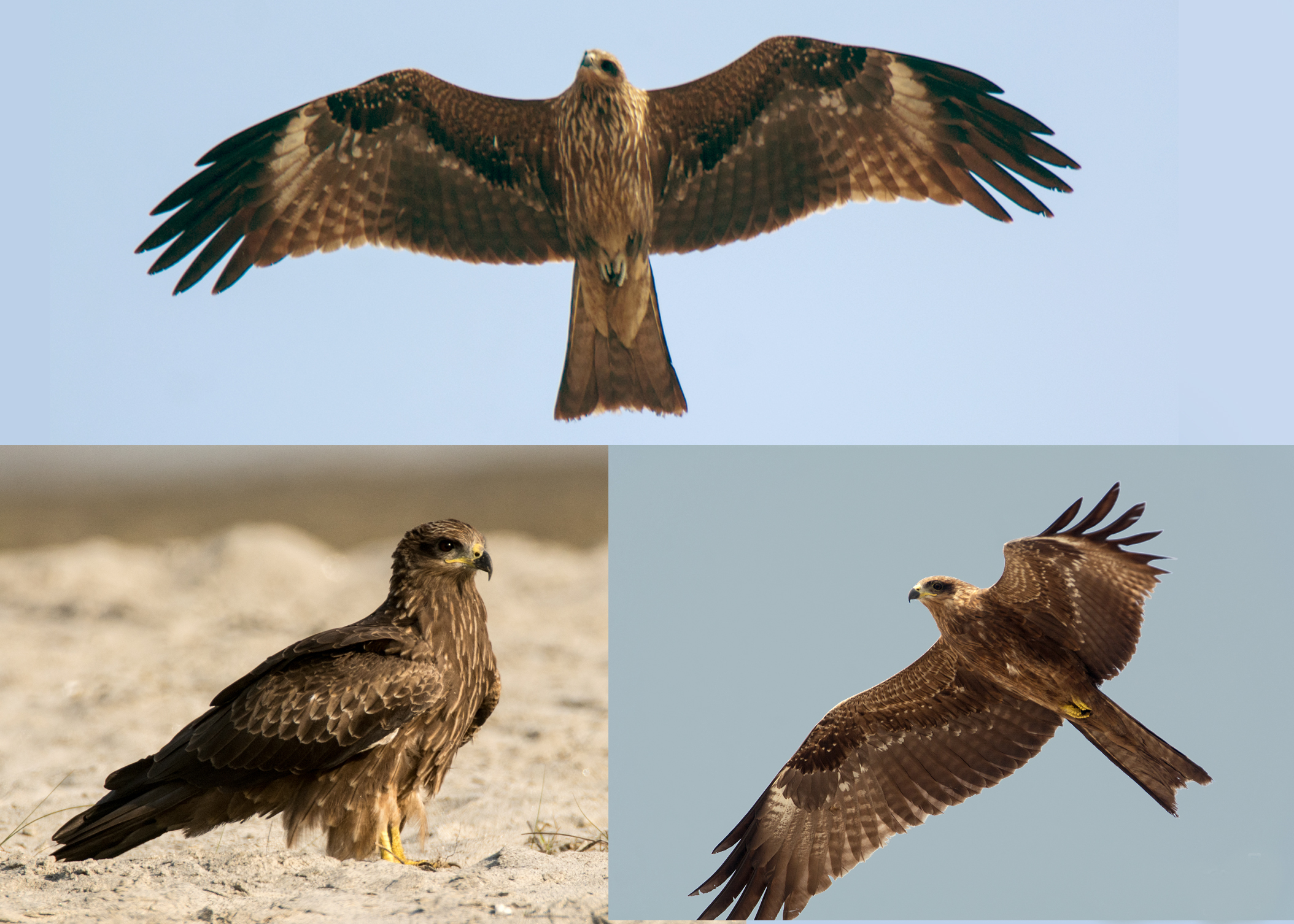
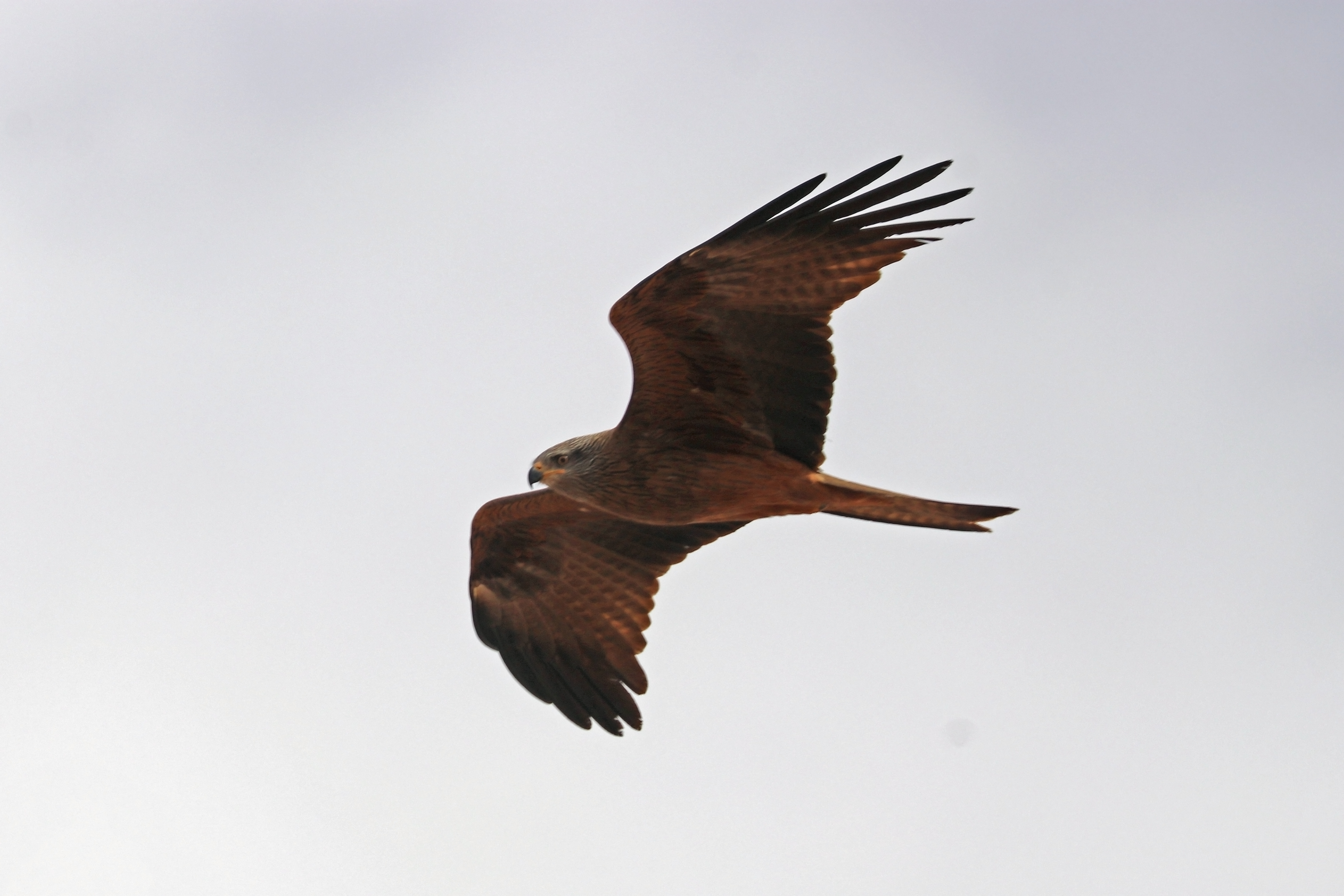
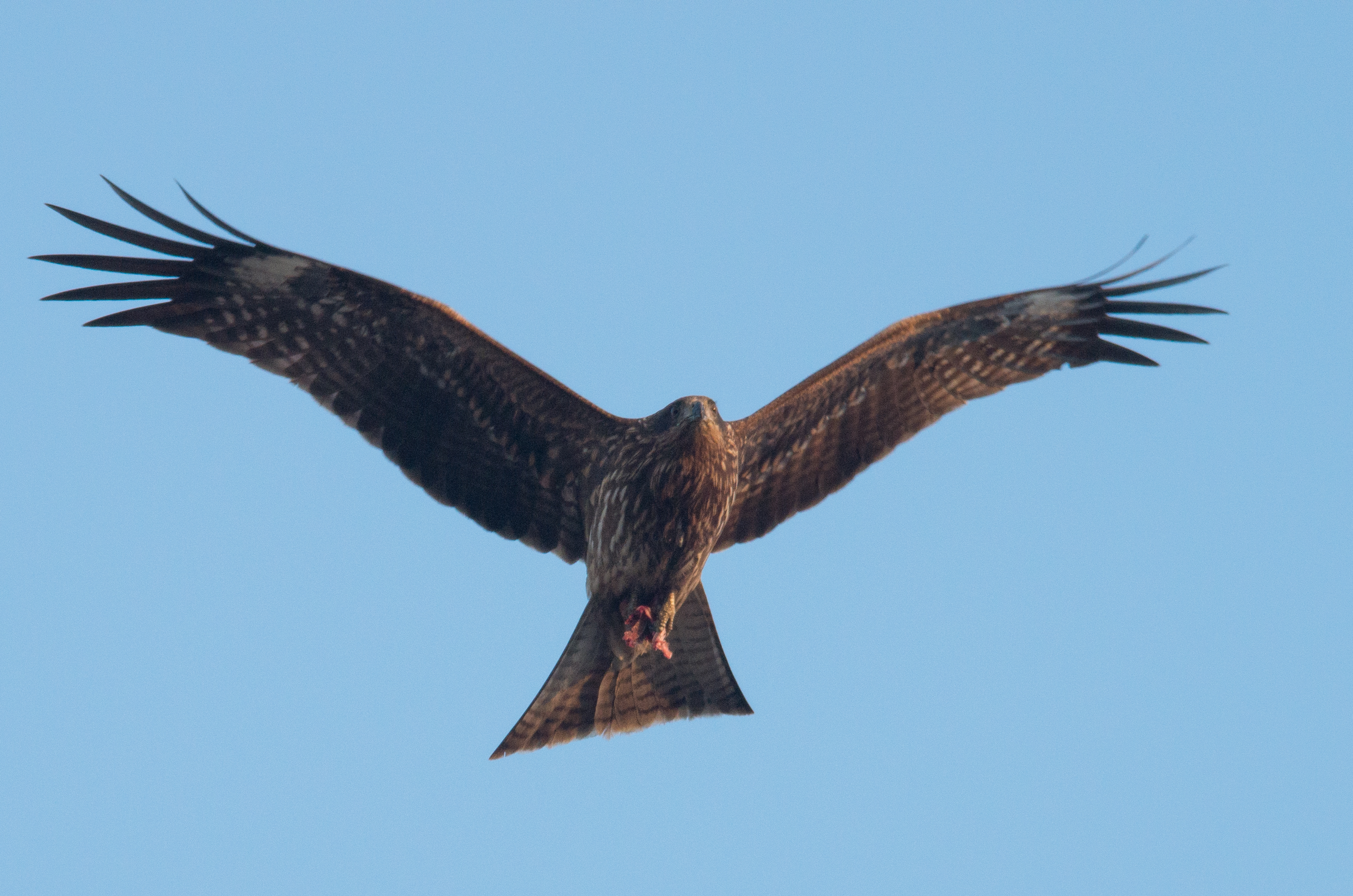
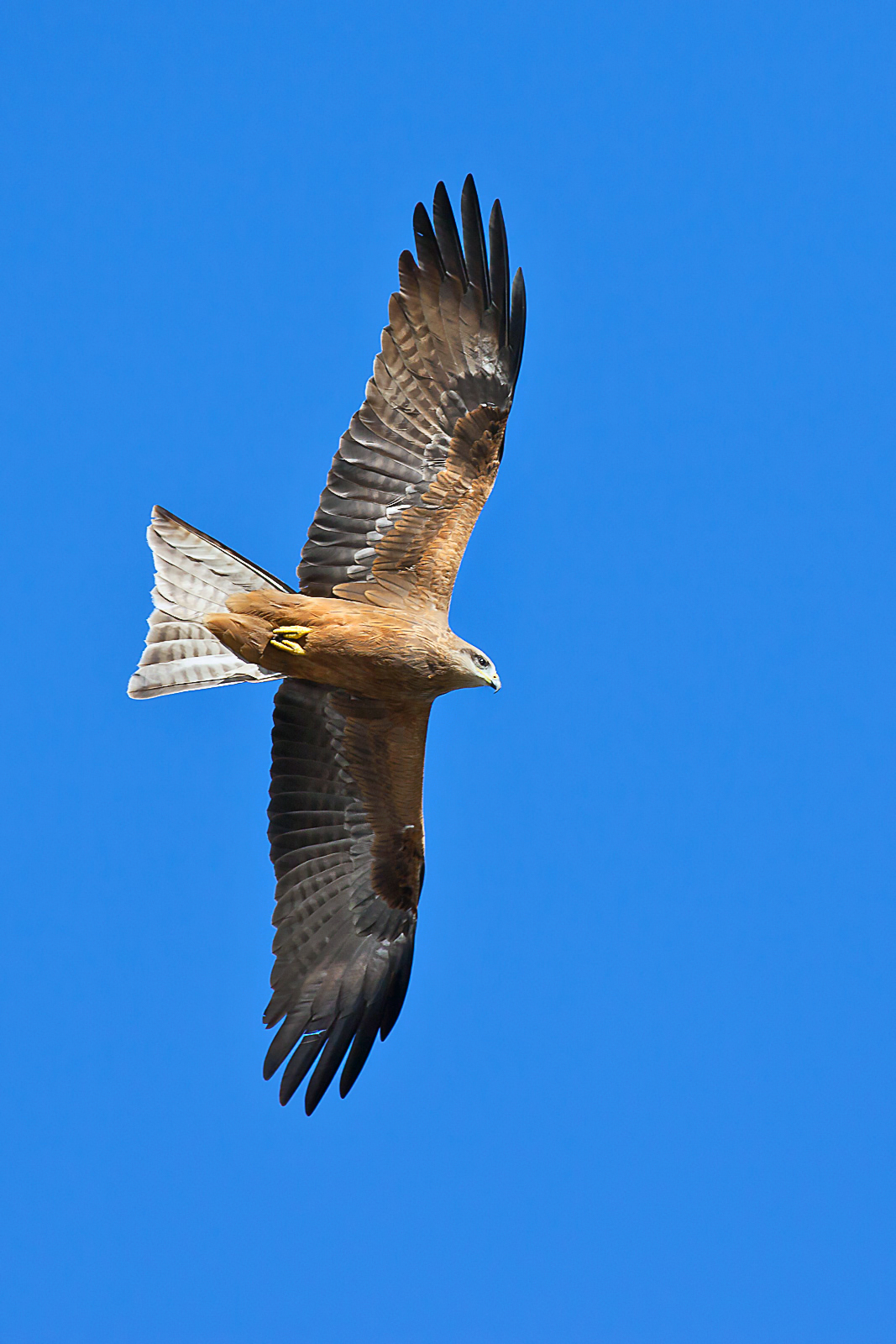